# Blepharidophyllum gottscheanum
Blepharidophyllum gottscheanum là một loài rêu trong họ Scapaniaceae. Loài này được Grolle mô tả khoa học đầu tiên năm 1965.